# Kreuzreaktivität
Unter Kreuzreaktivität versteht man in der Immunologie die Bindung eines Antikörpers an zwei unterschiedliche Antigene, die aber über eine identische oder sehr ähnliche Bindungsstelle (Epitop) verfügen, an die der Antikörper binden kann. Da bei der Herstellung von Immunseren zur Anwendung in serologischen Testverfahren stets ein Antigen eingesetzt wird, das über eine Vielzahl von Epitopen verfügt, enthält das Immunserum stets eine Mischung aus verschiedenen Antikörpern. Bei der Verwendung dieser Immunseren in serologischen Testverfahren reagieren diese Antikörper bei einer Kreuzreaktivität nicht nur gegen das ursprüngliche Antigen (beispielsweise eines bestimmten Krankheitserregers A), sondern auch gegen Antigene anderen Ursprungs (zum Beispiel Krankheitserreger B), was zu einem falsch positiven Testergebnis für den Erreger A führt. Eine Kreuzreaktivität ist damit einer der Gründe für eine geringe Spezifität eines serologischen Tests.
Eine Kreuzreaktivität findet man häufig bei sehr ähnlichen und taxonomisch verwandten Bakterien oder Viren. Durch eine bestehende Kreuzreaktion innerhalb einer Erregerspezies können oft sogenannte Serotypen definiert und unterschieden werden. Diese sind dann Spezies mit einer einheitlichen Kreuzreaktivität gegenüber einem bestimmten Antikörper oder Immunserum.
Eine Kreuzreaktion kann auch bei einer natürlichen Infektion auftreten, wenn Antikörper, die gegen den Erreger gerichtet sind, mit Oberflächenstrukturen des infizierten Wirtes kreuzreagieren. Durch diese Kreuzreaktion können eigene Krankheitsbilder entstehen beziehungsweise die Kreuzreaktion wird zu einem Pathogenitätsmechanismus des Erregers. Dies ist beispielsweise bei der Molekularen Mimikry von Trypanosoma cruzi der Fall.
In der  pathologischen Diagnostik kann die Kreuzreaktivität von zu immunhistochemischen Untersuchungen verwendeten Antikörpern zu diagnostischen Fehlinterpretationen verleiten.